# Saint-Paul-le-Gaultier
 Saint-Paul-le-Gaultier  es una población y comuna francesa, situada en la región de Países del Loira, departamento de Sarthe, en el distrito de Mamers y cantón de Fresnay-sur-Sarthe.

## Demografía
| 544 | 488 | 446 | 355 | 264 | 260 |
| Para los censos de 1962 a 1999 la población legal corresponde a la población sin duplicidades (Fuente: INSEE [Consultar]) |     |     |     |     |     |